# سبزک پیشانی‌زرین
سبزک پیشانی‌زرین (نام علمی: Pachysylvia aurantiifrons) یک پرنده گنجشک‌سان کوچک از تیرهٔ سرودخوانان است که در پاناما، کلمبیا، ونزوئلا و ترینیداد زادآوری می‌کند.
پرنده‌ای جنگلی و ثانویه است که لانه فنجانی عمیقی را از شاخه درخت یا درخت انگور آویزان می‌سازد. دسته‌تخم معمولی سه تخم سفید است که با رنگ قهوه‌ای مشخص شده‌اند. این گونه توسط گاومرغ درخشان انگلی می‌شود.